# Liste der Bodendenkmale in Lehe (Dithmarschen)
In der Liste der Bodendenkmale in Lehe sind die Bodendenkmale der Gemeinde Lehe nach dem Stand der Bodendenkmalliste des Archäologischen Landesamts Schleswig-Holstein von 2016 aufgelistet.
| Denkmal-ID           | Befundart           | Bezeichnung          | Zeitstellung | Lage | Bemerkungen                       | Bild |
| -------------------- | ------------------- | -------------------- | ------------ | ---- | --------------------------------- | ---- |
| aKD-ALSH-Nr. 000 252 | Befestigung > Deich | Ringdeichtränke      |              |      |                                   |      |
| aKD-ALSH-Nr. 000 253 | Befestigung > Deich | Deich/Koog/Sietwende | Mittelalter  |      | Deich aus dem 14./15. Jahrhundert |      |